# 체리 (마사카라라도)
체리(이탈리아어: Zeri)는 이탈리아 토스카나주 마사카라라도에 있는 코무네다.